# امبل
امبل (به اسپانیایی: Ambel) یک شهرستان در اسپانیا است.